# Petar Vojnović
Petar Vojnović, bosansko-hercegovski general, * 4. avgust 1908, † julij 1977, Beograd.

## Življenjepis
Vojnović, častnik VKJ, se je leta 1941 pridružil NOVJ in naslednje leto je postal član KPJ. Med vojno je bil poveljnik več enot, nazadnje 4. divizije.
Po vojni je bil poveljnik divizije, načelnik Inženirskega šolskega centra,...